# Phaonia supernapica
Phaonia supernapica este o specie de muște din genul Phaonia, familia Muscidae, descrisă de Feng și Ma în anul 2000.
Este endemică în Sichuan. Conform Catalogue of Life specia Phaonia supernapica nu are subspecii cunoscute.